# 임백천의 월드쇼
임백천의 월드쇼는 1995년에 방송된 글로벌 토크쇼이다. 여러 나라의 문화를 알아가고 이야기를 나누는 프로그램으로서 케이블채널이었던 HBS 현대방송에서 방송되었고 현재는 종방되었다.

## 한 회분 내용의 예
- 세계 각국의 군대 이야기와 군대 생활에 얽힌 여러 가지 에피소드를 나누며 웃음과 추억의 시간을 갖는다.
- 징병제인 대한민국은 대부분의 남자가 군대를 가지만 다른 나라의 경우는 어떤지 군대를 다녀온 외국인을 초대해 각국 군대의 훈련 방법, 병영의 모습, 복무 기간과 사회의 인식 등에 대해 알아본다.

## 같이 보기
- 도전! 지구탐험대
- 오감만족 세상은 맛있다
- 리얼체험 세상을 품다